# Лейк-Парк (Джорджія)
Лейк-Парк (англ. Lake Park) — місто (англ. city) в США, в окрузі Лоундс штату Джорджія. Населення — 932 особи (2020).

## Географія
Лейк-Парк розташований за координатами 30°41′5″ пн. ш. 83°11′16″ зх. д. / 30.68472° пн. ш. 83.18778° зх. д. (30.684696, -83.187687).  За даними Бюро перепису населення США в 2010 році місто мало площу 3,66 км², з яких 3,59 км² — суходіл та 0,06 км² — водойми.

## Демографія
Згідно з переписом 2010 року, у місті мешкали 733 особи в 306 домогосподарствах у складі 206 родин. Густота населення становила 200 осіб/км².  Було 345 помешкань (94/км²).
Расовий склад населення:
| - 78,6 % — білих - 14,2 % — чорних або афроамериканців - 0,7 % — азіатів - 0,3 % — корінних американців - 3,0 % — осіб інших рас |

До двох чи більше рас належало 3,3 %. Частка іспаномовних становила 5,7 % від усіх жителів.
За віковим діапазоном населення розподілялося таким чином: 27,6 % — особи молодші 18 років, 59,0 % — особи у віці 18—64 років, 13,4 % — особи у віці 65 років та старші. Медіана віку мешканця становила 37,9 року. На 100 осіб жіночої статі у місті припадало 89,9 чоловіків;  на 100 жінок у віці від 18 років та старших — 75,8 чоловіків також старших 18 років.
Середній дохід на одне домашнє господарство  становив 53 209 доларів США (медіана — 43 661), а середній дохід на одну сім'ю — 48 933 долари (медіана — 38 906). Медіана доходів становила 50 125 доларів для чоловіків та 27 071 долар для жінок. За межею бідності перебувало 24,5 % осіб, у тому числі 37,8 % дітей у віці до 18 років та 8,3 % осіб у віці 65 років та старших.
Цивільне працевлаштоване населення становило 438 осіб. Основні галузі зайнятості: освіта, охорона здоров'я та соціальна допомога — 25,3 %, роздрібна торгівля — 20,8 %, мистецтво, розваги та відпочинок — 9,4 %, будівництво — 8,0 %.